# Ligariella gracilis
Ligariella gracilis es una especie de mantis de la familia Mantidae.

## Distribución geográfica
Se encuentra en Namibia y Sudáfrica.